# Yes Man
Pour plus de détails, voir Fiche technique et Distribution.
Yes Man ou Monsieur Oui (au Québec) est un film américain réalisé par Peyton Reed, sorti le 18 décembre 2008. 

## Synopsis
Renfermé sur lui-même, Carl Allen, employé de banque refuse tout ce qu'on lui propose et se protège continuellement derrière un mot simple : « non ». Un jour, un homme lui donne une brochure vantant les mérites du « Oui », une philosophie de vie selon laquelle tout est possible. Il décide alors de changer sa vie en répondant « oui » à tout ce que l'on pourra lui proposer.

## Fiche technique
- Titre : Yes Man
- Titre québécois : Monsieur Oui
- Réalisation : Peyton Reed
- Scénario : Nicholas Stoller, Jarrad Paul et Andrew Mogel, d'après le roman de Danny Wallace
- Distribution des rôles : David Rubin et Richard Hicks
- Costumes : Mark Bridges
- Décors : Andrew Laws
- Direction photographique : Robert D. Yeoman
- Montage : Craig Alpert
- Production : David Heyman, Jim Carrey et Richard D. Zanuck
- Sociétés de production : Warner Bros, Village Roadshow Pictures et Zanuck Company (États-Unis), Heyday Films (Royaume-Uni)
- Société de distribution : Warner Bros. Entertainment
- Pays de production :  États-Unis,  Royaume-Uni
- Langue : anglais, coréen et estonien
- Genre : Comédie romantique
- Durée : 104 minutes
- Format : 2,35:1 • SDDS | Dolby Digital | DTS • 35 mm
- Dates de sorties[1] :
  - États-Unis et Canada : 19 décembre 2008
  - Royaume-Uni : 26 décembre 2008
  - Belgique : 31 décembre 2008
  - France : 21 janvier 2009
- Classification :
  - États-Unis : PG-13 — Crude sexual humor, language and brief nudity.
  - France : Tout public
  - Québec : G — Le film peut être vu sans risque par des personnes de tout âge / Déconseillé aux jeunes enfants.

## Distribution
Légende : VF : Voix françaises ; VQ : Voix québécoises
- Jim Carrey (VF : Emmanuel Curtil[n 1] ; VQ : Daniel Picard) : Carl Allen
- Zooey Deschanel (VF : Alexandra Garijo ; VQ : Michèle Lituac) : Allison
- Bradley Cooper (VF : Alexis Victor ; VQ : Philippe Martin) : Peter
- John Michael Higgins (VF : Daniel Lafourcade ; VQ : François Sasseville) : Nick
- Rhys Darby (VF : Cédric Dumond ; VQ : Jacques Lavallée) : Norman
- Danny Masterson (VF : Benoît Du Pac ; VQ : Nicolas Charbonneaux-Collombet) : Rooney
- Fionnula Flanagan (VF : Yvette Petit ; VQ : Béatrice Picard) : Tillie
- Terence Stamp (VF : Jean-Pierre Leroux ; VQ : Guy Nadon) : Terrence Bundley
- Sasha Alexander (VF : Cathy Diraison ; VQ : Mélanie Laberge) : Lucy Barnes
- Molly Sims (VF : Laura Blanc ; VQ : Camille Cyr-Desmarais) : Stephanie
- Brent Briscoe : le sans-abri
- Rocky Carroll (VF : Jean-Paul Pitolin) : Wes
- Luis Guzmán : l'homme suicidaire
- John Cothran Jr. (VF : Paul Borne) : Tweed, un des agents de sécurité à l'aéroport
- Spencer Garrett (VF : Patrick Béthune) : Multack, un des agents de sécurité à l'aéroport
- Sean O'Bryan (VF : Bruno Magne) : Ted
- Jarrad Paul : Reggie

## Production

### Choix des interprètes
Jack Black était originellement pressenti pour le premier rôle.

## Réception

### Accueil critique
Yes Man a globalement obtenu des critiques mitigées dans les pays anglophones, puisqu'il obtient 45 % d'avis favorables sur le site Rotten Tomatoes, sur la base de 152 commentaires et une note moyenne de 5.3⁄10 et un score de 46⁄100 sur le site Metacritic, sur la base de 30 commentaires. Beaucoup de critiques trouvaient que l'intrigue était similaire à un précédent film de Jim Carrey, Menteur, menteur. 
En France, le film a reçu un certain accueil critique favorable, puisque le site Allociné, ayant recensé 21 titres de presse, lui attribue une note moyenne de 3.2⁄5

### Box-office
- Mondial : 225 990 976 $[6]
  - dont  États-Unis : 97 690 976 $[7]
- France : 741 742 entrées[8]
  - dont Paris : 225 549 entrées[8]